# Caroline Salm
Caroline Salm (* 5. Februar 1987 in Lebach) ist eine ehemalige deutsche Fußballspielerin.  

## Karriere
Ihre ersten Schritte tat Salm bei der TuS Steinbach, wo sie bis zur D-Jugend aktiv war, ehe sie in der B-Jugend zum SV Dirmingen wechselte. Zu Beginn der Saison 2005/06 wechselte die Abwehrspielerin zum 1. FC Saarbrücken. Aufgrund ihrer Schnelligkeit und Spielübersicht wurde Salm zur Leistungsträgerin des saarländischen Prestigevereins. 2007 stieg sie mit dem Verein in die Bundesliga auf und erreichte das Pokalfinale. Die Niederlage musste sie verletzt von der Bank aus verfolgen. Nach der Saison 2007/08 stieg sie mit Saarbrücken wieder ab. Sie spielte bis 2011 beim 1. FC Saarbrücken und blieb eine Leistungsträgerin des Vereins. Anschließend spielte sie zwei Jahre beim SV Bardenbach.
Neben ihrer Fußballkarriere absolvierte sie eine Ausbildung zur Physiotherapeutin in Saarbrücken. Seit 2009 arbeitet sie in einer Praxis im zu Lebach gehörenden Steinbach.